# NGC 2749
NGC 2749 (другие обозначения — UGC 4763, MCG 3-23-36, ZWG 90.69, PGC 25508) — эллиптическая галактика (E3) в созвездии Рака. Открыта Генрихом Луи Д'Арре в 1862 году.
В 1984 году было проведено исследование спектра галактики, показавшее, в частности, что дисперсия скоростей звёзд в центральной области составляет 230 км/с, а газа — 190 км/с. Возможно, вращение галактики происходит вдоль её большой оси. В галактике наблюдается эмиссия типа LINER.
Галактика взаимодействует в паре с NGC 2751.
Этот объект входит в число перечисленных в оригинальной редакции «Нового общего каталога».
Галактика NGC 2749 входит в состав группы галактик NGC 2749. Помимо NGC 2749 в группу также входят NGC 2730, NGC 2738, NGC 2744, NGC 2764, UGC 4773, UGC 4780, UGC 4809 и NGC 2737.